# Croton virgultosus
Espèce
Croton virgultosus est une espèce de plantes à fleurs du genre Croton et de la famille des Euphorbiaceae, présente dans l'État brésilien de Bahia.
Elle a pour synonymes :
- Oxydectes virgultosa Kuntze